# نهر كمبرلاند
نهر كمبرلاند هو ممر مائي رئيسي في جنوب الولايات المتحدة. تستنزف الأنهار ما يقرب من 18,000 ميل مربع (47,000 كـم2) جنوب كنتاكي وشمال وسط تينيسي. يتدفق النهر غربًا من مصدر في جبال الأبلاش إلى التقائه بنهر أوهايو بالقرب من بادوكا ومصب نهر تينيسي. تشمل الروافد الرئيسية الأنهار أوبي وكاني فورك وستونس وريد.
يغلب على حوض نهر كمبرلاند الطابع الريفي وهناك أيضًا بعض المدن الكبيرة على النهر بما في ذلك ناشفيل وكلاركسفيل وكلاهما في تينيسي. غير نظام النهر على نطاق واسع للتحكم في الفيضانات. تحجز السدود الكبرى مناطق من الجذع الرئيسي والعديد من روافده الهامة.

## جغرافيا
منابعها هي ثلاث روافد منفصلة تبدأ في كنتاكي وتتقارب في باكستر، كنتاكي الواقعة في مقاطعة هارلن. يبدأ مارتنس فورك بالقرب من مستوطنة هينسلي على جبل بروش في مقاطعة بيل ويشق طريقه شمالًا عبر الجبال إلى باكستر. يبدأ كلوفر فورك على جبل باك في ميل هولميس بالقرب من حدود فيرجينيا حتى يصل إلى هارلان.
تدفقت كلوفر فورك ذات مرة عبر وسط مدينة هارلان واندمجت مع مارتينز فورك في ما هو الآن تقاطع طريق كنتاكي 38 وطريق الولايات المتحدة 421. بدأ مشروع للتحكم في الفيضانات في عام 1992 حول مساره عبر نفق أسفل الجبل الأسود الصغير والذي خرج منه في باكستر ويتقارب مع مارتينز فورك. يبدأ بور فورك كجدول صغير على جبل باين في مقاطعة ليتشر بالقرب من فلات جاب، فيرجينيا. يتدفق الجنوب الغربي بالتوازي مع جبل الصنوبر حتى يندمج مع الشوكتين الأخريين في باكستر.